# A Family Affair
A Family Affair és una pel·lícula de comèdia romàntica de temàtica lesbiana del 2001 dirigida per Helen Lesnick. La directora va seguir la pel·lícula amb Inescapable el 2003.

## Trama
Rachel Rosen (Helen Lesnick) torna a Califòrnia després de trencar amb la seva xicota Reggie Abravanel (Michele Greene) amb qui havia estat durant els últims 13 anys. Després d'una sèrie de noves relacions infructuoses, la Rachel accepta que la seva mare Leah Rosen (Arlene Golonka) li prepari una cita a cegues amb Christine Peterson (Erica Shaffer). La seva relació és un èxit i un any després decideixen casar-se. Aleshores, uns dies abans del casament, Reggie arriba a Califòrnia per trobar la Rachel, amb l'esperança de tornar a estar juntes...

## Repartiment
- Helen Lesnick com a Rachel Rosen
- Erica Shaffer com a Christine Peterson
- Arlene Golonka com a Leah Rosen
- Barbara Stuart com Sylvia Peterson
- Michele Greene com a Reggie Abravanel
- Suzanne Westenhoefer com a Carol Rosen
- Michael Moerman com a Sam Rosen
- David Radford com a Joe
- Don Loper com a Matthew Rosen
- Keith E. Wright com a Rob
- Mark DeWhitt com a Danny
- Tracy Hughes com a Nancy
- Joel Hepner com Stanley Peterson
- Suzana Norberg com a Kathi
- Michael McGee com a Barry
- Jack Silbaugh com a Steve
- Kelly Neill com a Debi
- Ellen Lawler com a Suzi
- Suzi Miller com a Teri

## Recepció
Va guanyar el premi de l'audiència en la II edició del Festival Internacional de Cinema Gai i Lèsbic de Barcelona el 2002.